# Minato (Tokio)
Minato (jap. 港区 Minato-ku) – jeden z 23 specjalnych okręgów (dzielnic) japońskiej stolicy, Tokio. Ma powierzchnię 20,37 km². W 2020 r. mieszkało w nim 260 851 osób, w 146 114 gospodarstwach domowych  (w 2010 r. 205 303 osoby, w 109 976 gospodarstwach domowych).

## Demografia
- Liczba ludności: 243 283 (spis ludności z dnia 2015-10-01)
- Powierzchnia: 20,34 km²
- Gęstość zaludnienia: 11 961 os./km²